# 沙頭角公眾碼頭
沙頭角公眾碼頭（英語：Sha Tau Kok Public Pier），又稱沙頭角碼頭，是一個位於香港沙頭角的街渡碼頭，也是來往吉澳及鴨洲的唯一途徑。較為特別的是港深陸地邊界最東點就在沙頭角碼頭之上。舊碼頭建於1960年代，2004年開始重建，新碼頭位於舊碼頭的西面，於2007年落成。新碼頭建造費用約4600萬元，加建上蓋遮蔭擋雨及將原有的2個泊位增加至4個，以應付日後的需求。同一時期重建的還有黃石公眾碼頭和高流灣公眾碼頭。受水深問題影響，沙頭角碼頭需拉長至280米，亦因此成為全香港最長的公眾碼頭。
碼頭曾經位於邊境禁區，只限禁區居民使用，一般民眾不能前往沙頭角公眾碼頭。政府於2022年6月3日解禁，於周六日及公眾假期供旅行團使用，每日上限500人。生態遊旅行社「旅行家」創辦人李以強說，現由馬料水往荔枝窩、吉澳、鴨洲等欣賞泥灘及紅樹林，或到印洲塘觀賞地質，需1個多小時，但由沙頭角公眾碼頭乘船前往只需15至30分鐘，風浪又小。

## 外部連結
- 專營及持牌渡輪服務 沙頭角- 吉澳 香港運輸署.